# Brongniartia zirandarensis
Brongniartia zirandarensis là một loài thực vật có hoa trong họ Đậu. Loài này được O. Dorado, J. Bonilla & A. Burgos miêu tả khoa học đầu tiên năm 1992.